# Instytut Sztuk Muzycznych Uniwersytetu Śląskiego
Instytut Sztuk Muzycznych Uniwersytetu Śląskiego – jeden z instytutów Wydziału Sztuki i Nauk o Edukacji Uniwersytetu Śląskiego. Powstał z przekształcenia Instytutu Muzyki (2019).

## Kierunki kształcenia
Kształcenie studentów odbywa się na kierunkach:
- Edukacja artystyczna w zakresie sztuki muzycznej
  - STUDIA STACJONARNE I stopnia
    - rytmika w edukacji dziecka
    - zespoły instrumentalno-wokalne w muzyce popularnej

  - STUDIA STACJONARNE II stopnia
    - edukacja i terapia muzyczna w pedagogice specjalnej,
    - muzyka popularna – produkcja i wykonawstwo,
    - zespołowa praktyka wykonawcza.
- Muzyka w multimediach
  - STUDIA STACJONARNE I stopnia

### Edukacja artystyczna w zakresie sztuki muzycznej
Kierunek Edukacja artystyczna w zakresie sztuki muzycznej, studia I stopnia, adresowany jest do absolwentów szkoły muzycznej, a także do osób, które posiadają umiejętności praktyczne i wiedzę teoretyczną na poziomie szkoły muzycznej co najmniej I stopnia, lecz nie posiadają dyplomu jej ukończenia. Program kształcenia obejmuje kilka bloków tematycznych. Pierwszy z nich dotyczy zagadnień z zakresu muzycznych przedmiotów teoretycznych i pedagogiki muzycznej, drugi związany jest z kształceniem praktycznych umiejętności (m.in.: gra na fortepianie, gra na wybranym instrumencie, emisja głosu, dyrygowanie, rytmika, chór, orkiestry). Uzupełnieniem programu studiów są moduły poszerzające ogólną wiedzę humanistyczną oraz języki obce. Dodatkowo w programie kształcenia znajdują się moduły do wyboru, w ramach których student może realizować kształcenie odpowiadające jego specjalistycznym zainteresowaniom. Są to moduły z zakresów: rytmiki w edukacji dziecka, zespołów instrumentalno-wokalnych w muzyce popularnej, technologii informacyjnych w działaniach edukacyjno-artystycznych. Możliwe jest też uzyskanie uprawnień pedagogicznych pozwalających na pracę w przedszkolach i szkołach podstawowych.
Kierunek Edukacja artystyczna w zakresie sztuki muzycznej, studia II stopnia, adresowany jest do absolwentów studiów licencjackich w zakresie tego samego kierunku i kierunków pokrewnych, a także absolwentów innych kierunków studiów, którzy posiadają umiejętności praktyczne i wiedzę teoretyczną na poziomie szkoły muzycznej co najmniej I stopnia. Program kształcenia obejmuje kilka bloków tematycznych. Pierwszy z nich dotyczy zagadnień z zakresu muzycznych przedmiotów teoretycznych, drugi związany jest z kształceniem praktycznych umiejętności (m.in.: gra na wybranym instrumencie, improwizacja fortepianowa, emisja głosu, dyrygowanie, podstawy kompozycji i aranżacji,  chór, orkiestry). Kolejny blok stanowią przedmioty pozwalające uzyskać pełne kwalifikacje pedagogiczne. Uzupełnieniem programu studiów są zajęcia poszerzające ogólną wiedzę humanistyczną oraz języki obce. W programie kształcenia znajdują się specjalności, w ramach których student może realizować kształcenie odpowiadające jego specjalistycznym zainteresowaniom.

### Muzyka w multimediach
Muzyka w multimediach to kierunek, którego celem jest wykształcenie absolwenta z tytułem zawodowym licencjata, przygotowanego do samodzielnej działalności na rynku muzycznym, ze szczególnym uwzględnieniem rynku medialnego, a więc muzyki na potrzeby filmu, radia, reklam, gier komputerowych, oraz szeroko pojętej muzyki użytkowej, jak również muzyki w różnego rodzaju działaniach interdyscyplinarnych. Ukończenie studiów I stopnia pozwoli absolwentowi kontynuować kształcenie specjalistyczne na studiach II stopnia. Dzięki nabytym umiejętnościom oraz wiedzy absolwent będzie miał szansę na zatrudnienie w przemyśle muzycznym.
Program kształcenia zawiera zajęcia praktyczne związane z tworzeniem warstwy dźwiękowej w multimediach. W ramach specjalności Dźwięk w grach studenci poznają również całościowy proces tworzenia gier, ze szczególnym uwzględnieniem podstaw programowania silników gier. Absolwent kierunku posiada umiejętności z zakresu kompozycji, aranżacji, instrumentacji, studyjnych technik realizacji dźwięku, oraz niezbędną wiedzę muzyczną (harmonia, literatura muzyczna).

## Struktura organizacyjna

### Władze Instytutu
W kadencji 2016-2019:
| Stanowisko                                               | Imię i nazwisko            |
| -------------------------------------------------------- | -------------------------- |
| Dyrektor                                                 | dr hab. Hubert Miśka       |
| Zastępca dyrektora ds. Artystycznych, Promocji i Rozwoju | dr hab. Urszula Mizia      |
| Zastępca dyrektora ds. Naukowo-Badawczych                | dr hab. Magdalena Szyndler |
| Zastępca dyrektora ds. Studenckich i Kształcenia         | dr Agnieszka Kopińska      |